# オールスター・トリビュート・トゥ・ブライアン・ウィルソン
オールスター・トリビュート・トゥ・ブライアン・ウィルソン (An All-Star Tribute to Brian Wilson) は、2001年3月29日に、ニューヨークの有名なラジオシティ・ミュージックホールで開催された、ブライアン・ウィルソンの功績を讃えたトリビュート・コンサートであり、その模様はターナー・ネットワーク・テレビジョン (TNT) で同年7月4日に放送され、さらにDVD化された。
コンサートでは、チャズ・パルミンテリが司会を務めたほか、キャメロン・クロウ、デニス・ホッパー、サー・ジョージ・マーティンが登場して、ブライアン・ウィルソンの人生と音楽における成功について語るなど、全体として3時間以上に及んだが、テレビ放送やDVD版では内容は圧縮されており、DVDの収録時間は96分である。また、DVDの収録順は、実際の演奏の進行とは異なっている。

## セットリスト
以下の楽曲はDVDに収録されたものだけを収録順に列挙しているが、コンサートでは全34曲が演奏され、その中には、『ペット・サウンズ』からの全曲が含まれていた。
| 曲                                          | 演者                                                                                       | 作者 |
| ------------------------------------------- | ------------------------------------------------------------------------------------------ | --- |
| アワ・プレイヤー Our Prayer                 | ハーレム少年合唱団                                                                         | ブライアン・ウィルソン |
| カリフォルニア・ガールズ California Girls   | リッキー・マーティン                                                                       | マイク・ラヴ ブライアン・ウィルソン                                                                                                  |
| ヘルプ・ミー・ロンダ Help Me, Rhonda        | リッキー・マーティン                                                                       | マイク・ラヴ ブライアン・ウィルソン                                                                                                  |
| サーファー・ガール Surfer Girl              | ポール・サイモン                                                                           | ブライアン・ウィルソン |
| サーフ・シティ Surf City                    | ゴーゴーズ                                                                                 | ジャン・ベリー ブライアン・ウィルソン                                                                                                |
| イン・マイ・ルーム In My Room               | カーリー・サイモン デヴィッド・クロスビー ジミー・ウェッブ                                 | ゲイリー・アッシャー ブライアン・ウィルソン                                                                                          |
| 太陽あびて The Warmth of the Sun            | ヴィンス・ギル                                                                             | マイク・ラヴ ブライアン・ウィルソン                                                                                                  |
| アイ・ゲット・アラウンド I Get Around       | エヴァン・アンド・ジャロン                                                                 | マイク・ラヴ ブライアン・ウィルソン                                                                                                  |
| 神のみぞ知る God Only Knows                 | エルトン・ジョン                                                                           | トニー・アッシャー ブライアン・ウィルソン                                                                                            |
| 駄目な僕 I Just Wasn't Made for These Times | エイミー・マン マイケル・ペン                                                              | トニー・アッシャー ブライアン・ウィルソン                                                                                            |
| ドント・ウォリー・ベイビー Don't Worry Baby | ビリー・ジョエル                                                                           | ロジャー・クリスチャン ブライアン・ウィルソン                                                                                        |
| セイル・オン・セイラー Sail On, Sailor      | ダリアス･ラッカー マシュー・スウィート                                                     | タンディン・アルマー レイモンド・ケネディ ジャック・ライリー (John Frank Rieley III) ヴァン・ダイク・パークス ブライアン・ウィルソン |
| 素敵な君 You're So Good to Me               | ウィルソン・フィリップス                                                                   | マイク・ラヴ ブライアン・ウィルソン                                                                                                  |
| グッド・ヴァイブレーション Good Vibrations  | アン・ウィルソン/ ナンシー・ウィルソン（ハート） ジュビラント・サイクス ハーレム少年合唱団 | マイク・ラヴ ブライアン・ウィルソン                                                                                                  |
| サーフズ・アップ Surf's Up                  | ヴィンス・ギル ジミー・ウェッブ デヴィッド・クロスビー                                     | ヴァン・ダイク・パークス ブライアン・ウィルソン                                                                                      |
| 英雄と悪漢 Heroes and Villains              | ブライアン・ウィルソン                                                                     | ヴァン・ダイク・パークス ブライアン・ウィルソン                                                                                      |
| 素敵じゃないか Wouldn't It Be Nice          | エルトン・ジョン ブライアン・ウィルソン                                                    | トニー・アッシャー マイク・ラヴ ブライアン・ウィルソン                                                                               |
| バーバラ・アン Barbara Ann                  | ブライアン・ウィルソン オールスター・アンサンブル                                          | フレッド・ファサート |
| ファン・ファン・ファン Fun, Fun, Fun        | ブライアン・ウィルソン オールスター・アンサンブル                                          | マイク・ラヴ ブライアン・ウィルソン                                                                                                  |
| ラヴ・アンド・マーシー Love and Mercy       | ブライアン・ウィルソン ハーレム少年合唱団                                                  | ブライアン・ウィルソン |

DVDには、ボーナス・トラックとして、ブライアン・ウィルソンによる「恋のリバイバル (Do It Again)」が収められている。この曲は、マイク・ラヴとブライアン・ウィルソンの共作である。